# Шкловський замок
Шкловський замок (біл. Шклоўскі замак) існував у XVI—XVII століттях y Шклові (Білорусь).

## Опис
Побудований на острові серед штучного ставу, утвореного на річці Шкловка (Язона). Розташований на захід від шкловського міського укріплення і був пов'язаний з ними дерев'яним мостом «на ізбіцах», який веде до замкової брами «зі зводом» — підйомним мостом «на чопах залізних з рефами залізними». По периметру замкового подвір'я були дерев'яні укріплення: від річки, з боку «поля» — городні, з боку міста — частокіл. Окрім брами, в протоколах подорожей князя Богуслава Радзівіла у Шкловському замку згадуються ще 2 вежі. Згідно з інвентарем 1661 року, у центрі замкового двору була ще одна висока дерев'яна вежа, пристосована для артилерійського обстрілу довкілля. В цейхгаузі замку зберігалося 12 гармат, одна велика та 20 малих мортир, 183 гаківниці, 44 гранати різного калібру, ядра, запас пороху тощо.
В історичних джерелах XVIII століття Шкловський замок не згадується.